# Cocoon (andropのアルバム)
『cocoon』（コクーン）は、andropの5枚目のフルアルバム。2018年3月7日にZEN MUSICよりリリースされた。

## 概要
アルバム作品としては、ミニアルバム「blue」より1年5ヶ月ぶりのリリースとなった。また、フルアルバムとしては前作「androp」より2年7ヶ月ぶりのリリースである。
初回限定盤には収録曲4曲のスタジオライブ映像を収めたDVDが付属するほか、通常盤にはボーナストラックとして「Tokei」のアルバムバージョンが収録される。なお、リリースに先駆け、2018年2月9日にティザー映像が、また2月13日には初回限定盤DVDより「Hanabi」のスタジオライブ映像がYouTubeにて公開された。
本作を引っさげ、2018年4月28日から6月3日にかけて、全国5カ所5公演のホールツアー「one-man live tour 2018 "cocoon"」が開催された。

## 収録曲
1. Prism
7thシングル。
2. Arigato
MBS「みんなの甲子園」およびMBS・GAORA「第90回センバツ高校野球中継」テーマソング。
3. Joker
9thシングル。映画「伊藤くん A to E」主題歌。
4. Hanabi
5. Sorry
6. Catch Me
7. Sleepwalker
8. Kitakaze san
9. SOS! feat. Creepy Nuts
8thシングル。Creepy Nutsとのコラボレーション楽曲。
10. Proust
11. Ao
9thシングルのカップリング曲。日本赤十字社・平成30年「はたちの献血」キャンペーンソング。
12. Memento mori with Aimer
アルバム発表時には発表されていなかった楽曲で、2018年2月22日に解禁となった。Aimerとのコラボレーション楽曲である。
13. Tokei（album ver.）
通常盤のみ収録のボーナストラック。

### 初回限定盤DVD
スタジオライブ映像。
- Catch Me
- Proust
- Hanabi
本作リリース前の2018年2月13日にYouTubeにて映像が先行公開された。
- SOS!